# Shiremoor
Shiremoor – wieś w Anglii, w hrabstwie ceremonialnym Tyne and Wear, w dystrykcie metropolitalnym North Tyneside. Leży 8 km na północny wschód od centrum Newcastle i 403 km na północ od Londynu. W 2001 miejscowość liczyła 4782 mieszkańców.